# Komunita salesiánů (Teplice)
Komunita salesiánů Dona Boska v Teplicích je řeholní komunita salesiánů, která působí v Teplicích a v Rumburku. V Teplicích a okolí působí od poloviny roku 1990. Navázala tak na působení salesiánů ve farnosti Teplice-Šanov a Teplice-Trnovany v letech 1969–1975. Salesiáni se v Teplicích starají o farnosti děkanství, Šanov a Trnovany, v okolí pak o farnosti Světec, Křemýž, Kostomlaty pod Milešovkou a Modlany. Někteří členové komunity pracují v Salesiánském středisku Štěpána Trochty, působí coby kaplané ve věznicích Teplice a Bělušice, v nemocnici a domovech důchodců v Teplicích a okolí.

## Historie
Působení salesiánů je v Severních Čechách spojeno s osobností kardinála Štěpána Trochty, který byl salesiánem. Když byl 27. září 1947 jmenován litoměřickým biskupem, stala se kongregace Salesiánů Dona Boska na výrazným prvkem v dějinách litoměřické diecéze, protože ji Trochta do své diecéze uvedl. Členové kongregace pak v období komunistické totality působili v jeho diecézi na různých místech.
Z Trmic se salesiáni přestěhovali do Teplic na tamní děkanství, kde zvláště po roce 1990 pokračovali ve své činnosti a dosáhli značného pastoračního úspěchu ve 21. století, když zde začali žít komunitní život a spravovat teplické a okolní farnosti.
Nejdříve přišli v roce 1990 P. Miroslav Maňásek SDB z Kadaně a P. Petr Němec SDB ze Sobotky, na podzim pak přišel z České Kamenice P. Jan Rob SDB. Salesiáni působili v Teplicích již dříve – v roce 1968 zde nakrátko vznikla komunita, která však byla za normalizace rozpuštěna, každý salesián byl poslán na jinou faru. V tomto období zde působili např. Jan Rob, Antonín Hladký, Jaroslav Čuřík nebo Ferdinand Plhal. Od roku 1991 je vydáván Farní zpravodaj, v roce 1996 vycházel v nákladu 300 až 400 výtisků měsíčně. Roku 1993 odešel P. Němec na misie do Bulharska, na jeho místo přišel P. František Pospíšil SDB. 
K roku 1996 bylo náboženství vyučováno na dvou školách, v dětské lázeňské léčebně a na faře. Jednou za týden probíhaly schůzky mládeže, jednou za dva týdny farní společenství, kde se mimo duchovního a společenského programu řešily i technické věci ohledně chodu farnosti. V říjnu 1996 hostila teplická farnost XIX. diecézní setkání mládeže.
Budova děkanství (od roku 1964 zapsaná do státního seznamu kulturních památek) byla z dezolátního stavu opravena v roce 1997, aby mohla být využívána jak k potřebám komunity salesiánů, tak pro účely salesiánského střediska mládeže. Náklady na rekonstrukci činily okolo tří milionů korun, částečně přispěly Salesiánská provincie Praha a německé organizace Kirche in Not a Renovabis (ta přispěla částkou 0,9 milionu korun). Naopak stát na opravu této barokní kulturní památky nepřispěl.

## Činnost

### Salesiánské středisko mládeže v Proseticích
Dne 25. února 1999 bylo otevřeno salesiánské středisko mládeže v Proseticích, které navazovalo na tradici střediska Pod Doubravkou (mezi lety 1990 až 1996, kdy okresní úřad budovu prodal, sídlilo SaSM ve vile Landhaus v ulici Pod Doubravkou v Šanově). Ředitelem střediska byl P. Ladislav Nádvorník SDB, předsedou salesiánského klubu mládeže (SKM) Petr Šimůnek. SKM byl otevřen všem mladým bez rozdílů, avšak zvýšená pozornost se věnovala mládeži ze sociálně slabých nebo rozpadlých a nefunkčních rodin. Byla snaha vytvořit vhodné podmínky pro smysluplné trávení volného času – např. v zájmových kroužcích. Klub v této době fungoval dvakrát týdne a mimo pravidelných aktivit pořádal i výlety a prázdninové pobyty.

### Salesiánské středisko mládeže v Trnovanech
Středisko mládeže v Trnovanech bylo otevřeno v prostorách Luny v roce 2009, později se muselo přestěhovat.

### Živý dům
Salesiánská provincie Praha zakoupila v prosinci 2019 zchátralou funkcionalistickou budovu bývalých jeslí z přelomu 40. a 50. let 20. století. Po její rekonstrukci v ní bude zřízeno nové salesiánské centrum. Přesune se do něj trnovanské středisko mládeže, z Prosetic sociálně aktivizační služby pro rodiny s dětmi, z děkanství se sem přestěhuje komunita salesiánů a část farních aktivit. Na zahradě vznikne hřiště, které bude moci využívat i veřejnost.
Část financí na rekonstrukci poskytne Salesiánská provincie Praha, část si tepličtí salesiáni musí sehnat sami; například německé Sdružení Ackermann-Gemeinde je podpořilo uspořádáním benefičního běhu, který vynesl v přepočtu 100 000 Kč. První mše svatá byla v objektu sloužena 31. ledna 2021 na svátek sv. Jana Boska. Během ní byla odhalena busta zakladatele salesiánů, kterou darovala duchcovská výtvarnice Petra Wolfová.

## Členové komunity

#### V Teplicích
- od 1. září 2018 P. Ing. Mgr. Radomír Kuchař
- od 1. září 2017 P. Mgr. Tomáš Mareš
- od 1. září 2022 P. Mgr. Vojtěch Glogar
- od 1. září 2024 P. Mgr. Jan Blaha
- od 1. září 2024 P. Mgr. Jaroslav Fogl

#### V Rumburku
- P. Jozef Kujan
- P. Antonín Koman
- P. František Ptáček

#### V Lovosicích
- P. Ladislav Nádvorník